# Johann Josef Hagen
Johann Josef Hagen (* 21. Januar 1943 in Lauterach) ist ein österreichischer Rechtswissenschaftler.

## Leben
Nach der Promotion 1967 und Habilitation 1970 in Salzburg wurde er 1972 Ordinarius für Rechtssoziologie im Fachbereich Sozial- und Wirtschaftswissenschaften der Rechtswissenschaftlichen Fakultät der Universität Salzburg.

## Schriften (Auswahl)
- Rationales Entscheiden. München 1974, ISBN 3-7705-1046-1.
- mit Nikolaus Dimmel: Strukturen der Gesellschaft. Familie, soziale Kontrolle, Organisation und Politik. Wien 2005, ISBN 3-85114-877-0.
- Statistik für Juristen. Wien 2005, ISBN 3-7083-0316-4.
- mit Cristina Lenz: Wirtschaftsmediation. Theorie, Verfahren, Technik, Praxis. Wien 2008, ISBN 978-3-214-00506-1.